# Starksia multilepis
Starksia multilepis är en fiskart som beskrevs av Williams och Mounts 2003. Starksia multilepis ingår i släktet Starksia och familjen Labrisomidae. Inga underarter finns listade i Catalogue of Life.